# Ivan Skračić-Bodul
Ivan Skračić-Bodul (Murter, 5. veljače 1940. − Južna Australija, 22. srpnja 2006.) je hrvatski književnik iz Australije. Pisao je pjesme i kratke priče na hrvatskom i engleskom.

## Životopis
Rodio se je 1940. na otoku Murteru. 1960. je godine emigrirao je u Italiju, gdje je dobio azil. Iste je godine otišao u Australiju, gdje je radio kao drvodjelac. Pjesme su mu izašle u zbirkama koje su uredili Ana Kumarić i Šimun Šito Ćorić, a kratke priče u zbirci koju je uredio András Dezséry, a prevela Vesna Drapac. Objavio je zbirku kratkih priča U praskozorju slobode.